# Caterina Valente

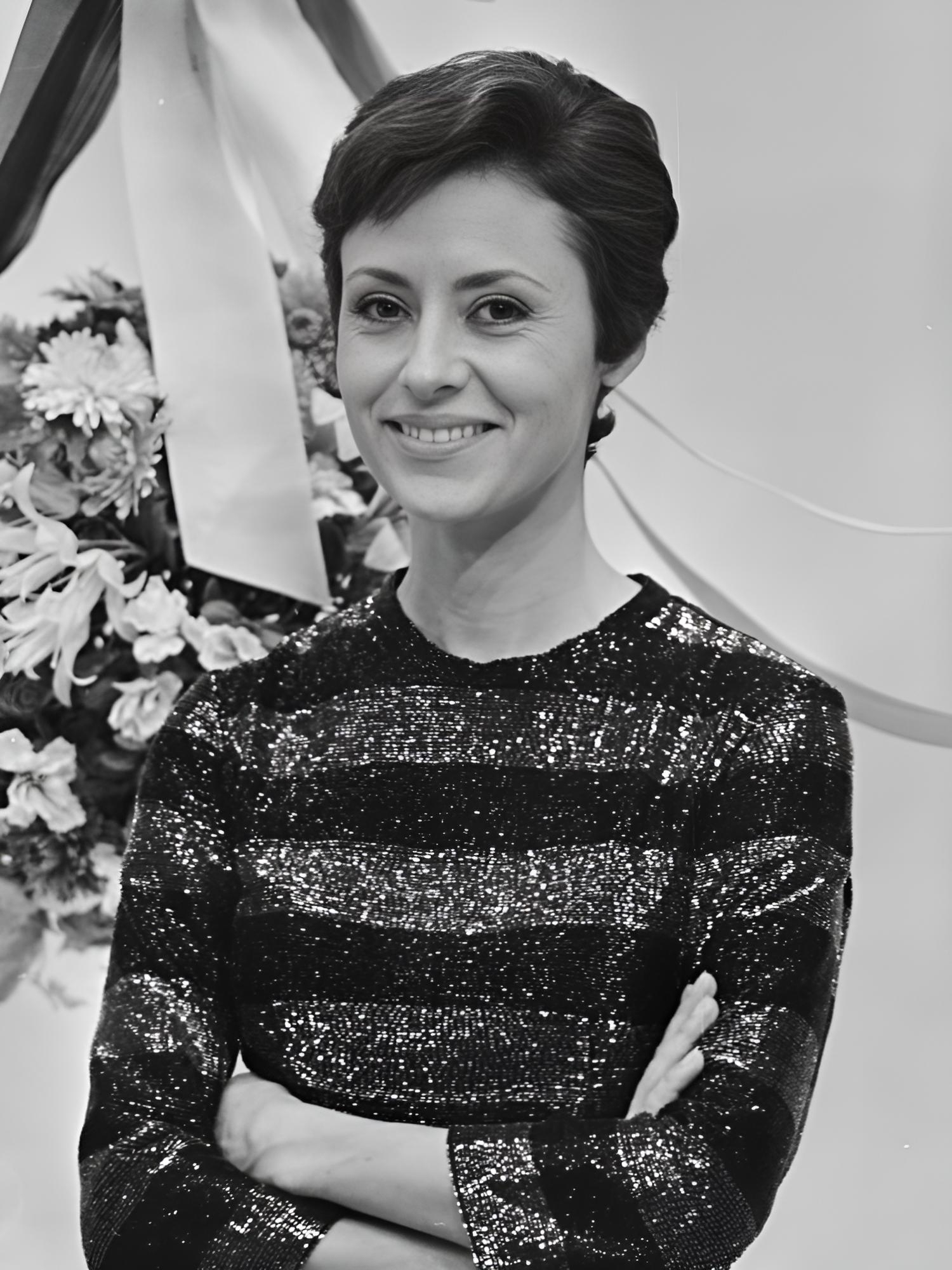
Caterina Valente, Foto von Ron Kroon (1966)

Caterina Germaine Maria Valente (* 14. Januar 1931 in Paris; † 9. September 2024 in Lugano) war eine italienische Sängerin, Tänzerin, Gitarristin, Schauspielerin und Entertainerin. Sie wurde überwiegend durch ihren Gesang und gemeinsame Auftritte mit ihrem Bruder Silvio Francesco, unter anderem auch mit Stepptanz, bekannt. Ihr musikalisches Repertoire umfasste Jazz, Schlager, Pop, Musical, Chanson und Bossa Nova. Sie hatte aus ihren Ehen neben der italienischen auch die französische und deutsche Staatsbürgerschaft.

## Familie
Caterina Valentes Vater Giuseppe (1891–1957) war Akkordeonist, ihre Mutter Maria (1897–1977) trat als Musikclown auf. Sie hatte drei Geschwister, von denen Silvio Francesco (1927–2000) ebenfalls im Showbusiness tätig war und oft mit ihr zusammen auftrat. 
Valente war katholisch und zweimal verheiratet. Aus der 1952 geschlossenen Ehe mit dem deutschen Gerd Scholz, der unter dem Namen Erik van Aro als Jongleur auftrat, stammt ein 1958 geborener Sohn.
Ein Jahr nach der Scheidung von Scholz heiratete sie 1972 den britischen Komponisten, Arrangeur und Pianisten Roy Budd; 1974 kam ein gemeinsamer Sohn zur Welt. Das Ehepaar ließ sich 1979 scheiden. Valente war italienische und französische Staatsangehörige und besaß aufgrund ihrer ersten Ehe auch die deutsche Staatsangehörigkeit.

## Musikalische Karriere
Valente stand erstmals als Fünfjährige zusammen mit ihren Geschwistern in der Zirkusmanege. Ihren ersten Bühnenauftritt hatte sie 1936 im Friedrichsbau Stuttgart. Nach den Wirren des Krieges, Gefangenschaft in Breslau und der Deportation in die Sowjetunion kam die Familie Valente nach Paris zurück, wo Caterina im Alter von sechzehn Jahren zunächst als Sängerin in einem Nachtclub auftrat.
Nach Versuchen in Frankreich mit dem damals noch unbekannten Gilbert Bécaud und einer Tour durch Skandinavien machte sie 1948 erste Gesangsaufnahmen mit einem Quartett in Kopenhagen. 1952 entstanden weitere Aufnahmen bei Radio Zürich, dessen Unterhaltungschef Walo Linder sie im Zirkus Grock hatte singen hören. Es folgten einige Studioproduktionen bei verschiedenen Rundfunksendern, unter anderem beim Südwestfunk Baden-Baden. Dort hörte sie der damalige Tanzorchester-Chef Kurt Edelhagen und förderte sie von da an. 1952 heiratete sie Gerd Scholz, der fortan ihr Management übernahm.

Label der Single The Breeze and I, britische Pressung (um 1955)

1953 entstanden die erste Aufnahmen mit Edelhagen. Sie ging mit ihm auf Tournee in den Salon du Jazz in Paris. Ihr gemeinsamer Auftritt 1955 beim 2. Deutschen Jazzfestival in Frankfurt am Main war ein großer Erfolg. Ihre erste Schallplatte Istanbul erschien bei Brunswick Records. Bald wurde sie durch Aufnahmen mit dem Orchester Werner Müller, darunter Malagueña (1954), The Breeze and I des kubanischen Komponisten Ernesto Lecuona (veröffentlicht von Polydor 1955, 14 Wochen in den US-amerikanischen Charts) und Dreh dich nicht um nach fremden Schatten, einem breiten Publikum bekannt.
Daneben arbeitete sie weiterhin im Jazzbereich. 1956 trat sie mit Chet Baker auf und nahm mit ihm die Singles I’ll Remember April und Ev’ry Time We Say Goodbye auf. Gleichzeitig erschienen ihre ersten Musikalben, darunter The Hi-Fi Nightingale (1956) und Plenty Valente! (1957).

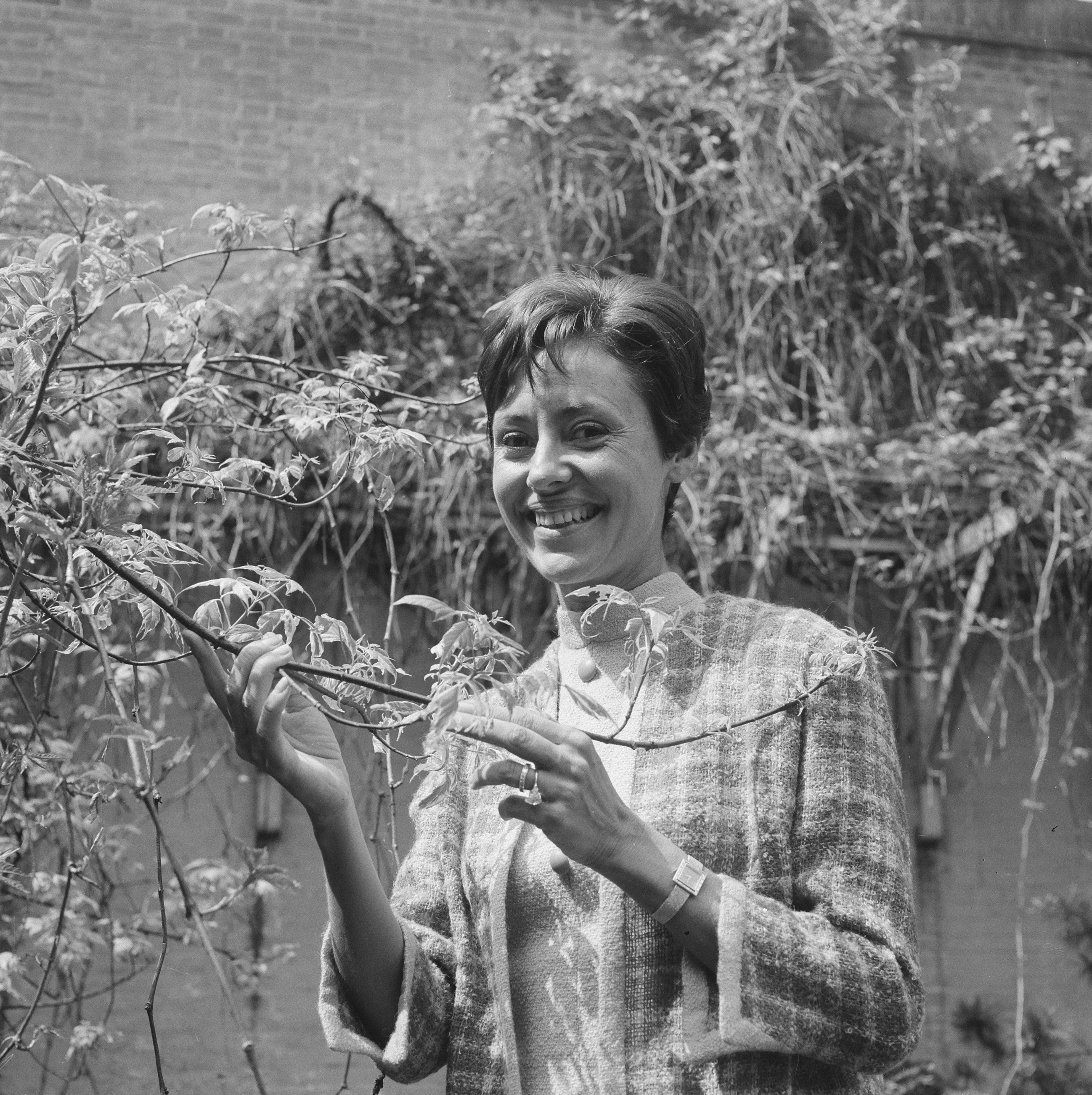
Caterina Valente (1966)

In Deutschland verkaufte sich der Titel Ganz Paris träumt von der Liebe (Polydor, 1954) innerhalb von vier Jahren über 900.000 Mal, ein für diese Zeit außergewöhnlich hoher Umsatz in der deutschen Plattenindustrie. Parallel lief der Verkauf ihrer erfolgreichsten Single, The Breeze and I (mehr als 1.000.000 Verkäufe bis 1978). 1959 wechselte Valente zur Teldec Telefunken-Decca Schallplatten GmbH.
Weitere bekannte Songs Valentes waren Fiesta Cubana (1955), Komm ein bißchen mit nach Italien (1956), Wo meine Sonne scheint (1957), Spiel noch einmal für mich, Habanero (1958) und Tschau, Tschau, Bambina (1959). 1959 wurde sie für die entgegen dem Titel englischsprachige Aufnahme La strada del’ amore für den Grammy als beste Sängerin nominiert, und 1965 erhielt sie als erste Nicht-Amerikanerin den Fame Award der Fernsehkritiker als beste Sängerin im US-Fernsehen, überreicht von Sammy Davis, Jr.
1964 entstand das Album The Caterina Valente Singers, auf dem der junge Jimmy Page, später weltbekannt durch die Rockband Led Zeppelin, einen seiner ersten Aufträge als Studiomusiker hatte. Valente verfolgte zu dieser Zeit neben ihrer Solokarriere etliche andere Projekte, die fast alle die deutsche Sehnsucht der 1950er Jahre nach fremden Welten im Namen trugen: Club Indonesia (Platz eins 1956 mit dem Lied Steig in das Traumboot der Liebe), Club Honolulu (Platz eins 1960 mit Itsy Bitsy Teenie Weenie Honolulu-Strand-Bikini), Club Italia, Club Argentina und einige weitere. Im Winter 1978/79 hatte Valente mit dem Schlager Manuel noch einen Hit, mit dem sie zweimal in der ZDF-Hitparade auftrat. Ein weiterer Hit war 1984 Männer brauchen Liebe; er kam auf Platz zwei.
1987 erschien das Album Ich bin … mit dem Single-Hit Ich bin noch da. Die 1989 in Italien aufgenommene Jazz-CD A briglia sciolta (später unter den Titeln Fantastica und Platinum Deluxe wiederveröffentlicht) ist Valentes meistverkaufte CD. 1990 trat sie als Jazzsängerin bei Konzerten mit der WDR Big Band in der Kölner Philharmonie auf. Ein Mitschnitt unter dem Titel Kurt Weill – American Songs wurde einige Jahre später auf CD veröffentlicht. Sie beherrschte die für den Vokal-Jazz typische Scat-Technik, bei der mittels Stimme die Phrasierung und der Klang verschiedener Instrumente imitiert wird. Das letzte Studioalbum von Valente, Girltalk, erschien 2000 in Zusammenarbeit mit der Harfenistin Catherine Michel.

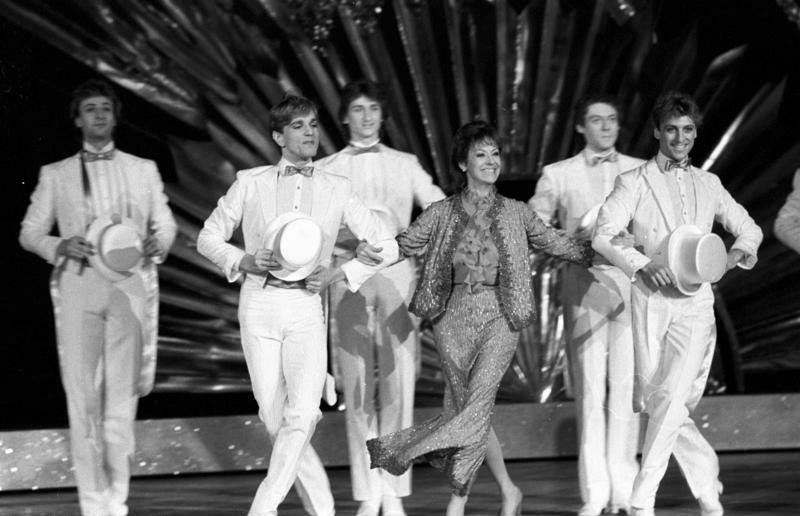
Caterina Valente bei der Premiere von Variete, Variete im Ost-Berliner Friedrichstadt-Palast (1984)

Während Valente in Deutschland, Frankreich, Italien, Spanien und dem übrigen Europa vorwiegend Schlager aufnahm und veröffentlichte, kann sie insgesamt eher als Interpretin von Weltmusik mit Schwerpunkt Südamerika gelten. Sie brachte schon 1959 die ersten Bossa-Nova-Songs mit nach Europa und sang von da an in allen ihren Programmen Lieder in diesem Rhythmus. Valente galt als polyglotte Weltbürgerin, die Lieder in neun Sprachen aufnahm. Sie sprach sechs Sprachen fließend (Französisch, Italienisch, Schwedisch, Deutsch, Englisch und Spanisch).

## Erfolge in Film, Fernsehen und Shows

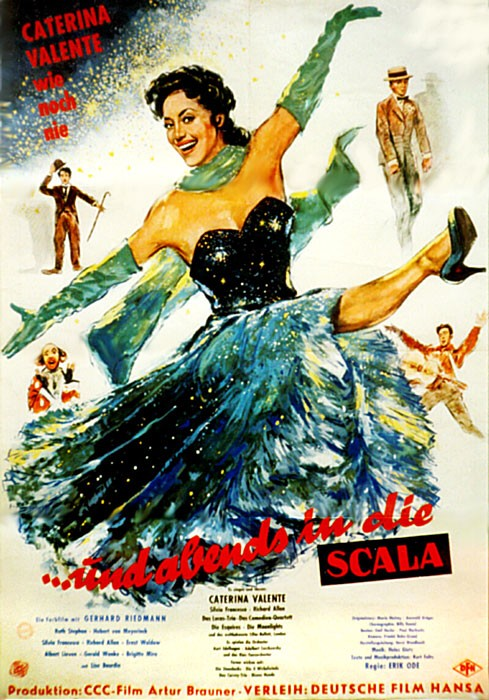
Caterina Valente im Musikfilm: … und abends in die Scala (1958)
Filmplakat von Helmuth Ellgaard

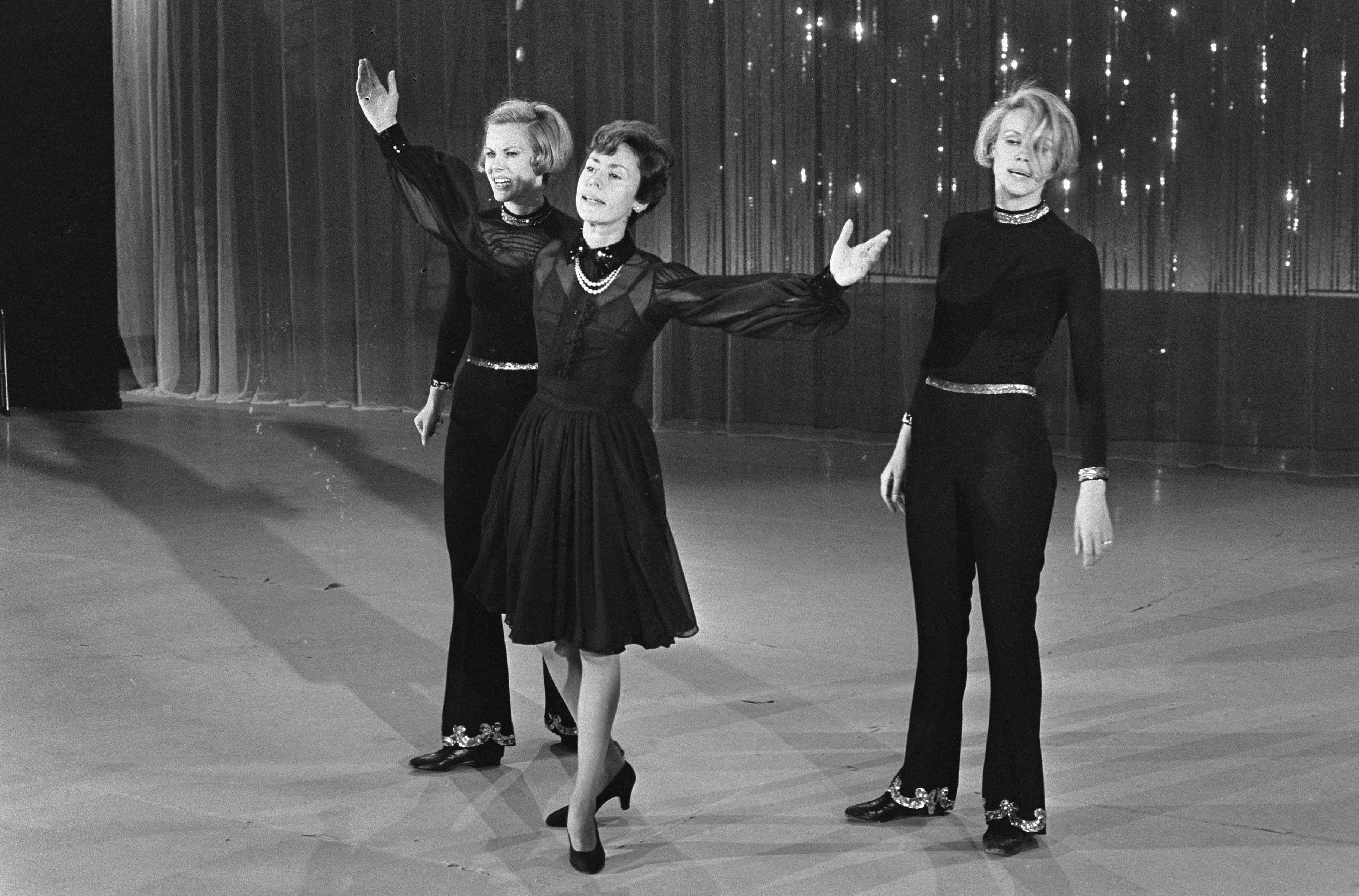
Caterina Valente und die Kessler-Zwillinge in der Caterina-Valente-Show (1967)

Nach ihren ersten musikalischen Erfolgen drehte Valente 1954 Mannequins für Rio, ihren ersten Kinofilm. Im selben Jahr hatte sie einen Cameoauftritt in dem Schlagerfilm Große Star-Parade, in dem sie einen Titel sang. Elf Kinofilme folgten.
1957 erhielt Valente im deutschen Fernsehen ihre eigene Fernsehshow, (Bonsoir, Kathrin!), von der bis 1964 zehn Folgen produziert wurden. In Italien, Österreich und der Schweiz entstanden weitere Caterina-Valente-Shows: Nata per la Musica, Bentornata Caterina, Caterina (8 Folgen), Music Circus (6 Folgen). Auch im deutschen Fernsehen wurden in den 1970er und 1980er Jahren sogenannte Personality-Shows mit ihr gesendet: Ein Leben voll Musik, Musik ist mein Leben, Unter Freunden.
Daneben trat sie immer wieder in den TV-Shows von Hans Rosenthal und Peter Frankenfeld auf. In den dritten Programmen des bundesdeutschen Fernsehens liefen Ein Lächeln am Fuße der Leiter, Auf der Straße der Erinnerung und Rendezvous bei Caterina.
Valente hatte viele Auftritte überall auf der Welt, unter anderem 15 Tourneen in den USA, war sieben Mal im Olympia in Paris, trat im London Palladium sowie mehrmals im Nachtclub Talk of the Town (im Gebäude des London Hippodrome) auf. Weitere Tourneen brachten sie nach Südamerika, Japan, Australien und Südafrika. Noch zu Zeiten des Eisernen Vorhangs hatte sie Auftritte in der UdSSR.
Ein Höhepunkt war mit fast 17 Millionen Zuschauern 1986 die ARD-Fernsehsendung Bravo, Catrin! mit vielen befreundeten Künstlern anlässlich ihres 50. Bühnenjubiläums. In den USA war sie in mehr als 100 Fernsehsendungen Stargast, unter anderem in der Dean Martin Show, der Perry Como Show, der Danny Kaye Show, Hollywood-Palace und der Bing Crosby Show, und musikalischer Star der Fernsehserie The Entertainers an der Seite von Carol Burnett und Bob Newhart.

## Wohnorte und späteres Leben
Von 1957 bis 1962 bewohnte sie mit ihrem ersten Ehemann, Gerd Scholz, eine eigens für sie erbaute Villa in Oberflockenbach bei Weinheim im Odenwald, die im weiteren Verlauf des Besitzerwechsels von Curt Engelhorn der Universität Heidelberg als Seminarhaus gestiftet wurde. Später wohnte Valente viele Jahrzehnte in Bissone im Tessin in der Schweiz. Ihr dauerhaftes Zweitdomizil in Kalifornien verkaufte sie laut eigenen Angaben aus Antipathie gegen die US-Regierung unter Donald Trump.
Sehr zurückgezogen lebend, meldete Valente sich in späteren Jahren in unregelmäßigen Abständen über Facebook mit persönlichen Erinnerungen, aktuellen Fotos und kritischen Kommentaren zur Berichterstattung über sich, insbesondere in den Boulevardmedien. Dabei ließ sie von ihrem Team viele ihrer privaten Fotografien mit Wasserzeichen und dem Schriftzug „All Uses Strictly Prohibited“ versehen, um sie vor unrechtmäßiger Nutzung durch die Medien zu schützen. Mit der Begründung, den aus ihrer Sicht jahrelangen Fehlinformationen durch Wikipedia und andere Plattformen entgegentreten zu wollen, wurde ihre Website im Januar 2021 überarbeitet.
In großen Abständen gab sie hin und wieder noch Interviews, so 2009 und 2019. Darin äußerte sie sich – obwohl sie manipulatives Verhalten der Regenbogenpresse erwartete – über das Älterwerden, ihren Gesundheitszustand und resümierte ihre Karriere knapp: „Ich habe alles gemacht, was ich machen wollte, einiges besser, anderes schlechter – wie jeder, glaube ich.“
Caterina Valente starb im September 2024 im Alter von 93 Jahren in ihrem Haus in Lugano.

## Diskografie (Auswahl)
Studioalben

| Jahr | Titel               | Höchstplatzierung, Gesamtwochen/‑monate, AuszeichnungChartplatzierungen (Jahr, Titel, Platzierungen, Wochen/Monate, Auszeichnungen, Anmerkungen) | Höchstplatzierung, Gesamtwochen/‑monate, AuszeichnungChartplatzierungen (Jahr, Titel, Platzierungen, Wochen/Monate, Auszeichnungen, Anmerkungen) | Höchstplatzierung, Gesamtwochen/‑monate, AuszeichnungChartplatzierungen (Jahr, Titel, Platzierungen, Wochen/Monate, Auszeichnungen, Anmerkungen) | Höchstplatzierung, Gesamtwochen/‑monate, AuszeichnungChartplatzierungen (Jahr, Titel, Platzierungen, Wochen/Monate, Auszeichnungen, Anmerkungen) | Anmerkungen                                         |
| Jahr | Titel               | DE | UK | US | IT | Anmerkungen                                         |
| ---- | ------------------- | --- | --- | --- | --- | --------------------------------------------------- |
| 1962 | Deutsche Evergreens | DE25 (2 Mt.)DE | — | — | — | Charteinstieg: 15. August 1962 mit Silvio Francesco |

grau schraffiert: keine Chartdaten aus diesem Jahr verfügbar
Weitere Studioalben
- 1956: Olé Caterina (mit Silvio Francesco)
- 1957: Plenty Valente!
- 1958: A Toast To The Girls
- 1958: Arriba Caterina
- 1960: Latein-Amerikanische Rhythmen / Fire & Frenzy (mit Edmundo Ros)
- 1960: Classics With A Chaser (mit Werner Müller & His Orchestra)
- 1960: Personalità
- 1961: Deutsche Evergreens – frisch gestrichen
- 1961: Superfonics
- 1962: Caterina En France
- 1962: South Of The Border
- 1962: The Many Voices Of Caterina Valente And Silvio Francesco
- 1963: Canta Luiz Bonfà
- 1963: Melodie d’Amour – Great Continental Hits
- 1963: My Souvenirs From USA
- 1964: I Happen To Like New York
- 1964: Pariser Chic, Pariser Charme
- 1964: Songs I’ve Sung On The Perry Como Show
- 1964: Tanz mit Catrin
- 1964: Valente & Violins
- 1965: Die Caterina Valente Singers
- 1965: Wenn es Nacht wird in den Städten
- 1966: All Time Valente Hits
- 1966: Go Latin With Caterina And Silvio
- 1966: The Intimate Valente
- 1967: Happy Caterina
- 1968: Sweet Beat
- 1969: Latin Together (mit Edmundo Ros)
- 1971: Super Star Sound – Latin Voices and Guitars (mit Silvio Francesco)
- 1972: Soleil lève-toi
- 1973: Love
- 1973: Wake Up And Shake Up
- 1974: Ich wär’ so gern bei Dir
- 1975: Now
- 1975: So bin ich zu Dir
- 1975: This Is Me
- 1977: Am Anfang war die Liebe
- 1978: Musik ist mein Leben
- 1980: Schenk’ mir Musik
- 1986: ‘86 (Deutsche Version) (& The Count Basie Orchestra)
- 1986: ‘86 (Englische Version) (& The Count Basie Orchestra)
- 1987: Ich bin...
- 1990: A Briglia Sciolta
- 2001: Girltalk (mit Catherine Michel)

## Filmografie

### Kino
- 1954: Mannequins für Rio
- 1954: Große Star-Parade
- 1955: Ball im Savoy
- 1955: Liebe, Tanz und 1000 Schlager
- 1956: Musikparade (Cameo-Auftritt, Szene am Hotel-Eingang)
- 1956: Bonjour, Kathrin
- 1956: Du bist Musik
- 1957: Das einfache Mädchen
- 1957: Casino de Paris
- 1958: Und abends in die Scala
- 1959: Hier bin ich – hier bleib ich
- 1959: Du bist wunderbar
- 1962: Schneewittchen und die sieben Gaukler

### Fernsehen

#### Eigene Sendungen (Auswahl)
- 1957–1964: Bonsoir, Kathrin! (10 Folgen, ARD)
- 1961: Bonsoir Catherine (6 Folgen, RAI)
- 1962: Nata per la musica (9 Folgen, RAI)
- 1964 & 1965: The Entertainers (mit Carol Burnett und Bob Newhart, CBS)
- 1966–1968: Die Caterina Valente-Show (8 Folgen, ZDF / AVRO)
- 1969: Bentornata Caterina (3 Folgen, RAI)
- 1971: The Mike Douglas Show (Co-Moderation, mehrere Folgen)
- 1973: Ein Lächeln am Fuße der Leiter (5 Folgen, SDR)
- 1976: Rendezvous bei Caterina Valente (13 Folgen, SDR)
- 1980 & 1981: Music Circus (7 Folgen, SRG)
- 1982 & 1983: Caterina (8 Folgen, ORF)
- 1986: Bravo, Catrin (Show – 50. Bühnenjubiläum)
- 1987: Caterina Valente – unter Freunden (25.04.1987, ZDF)

#### Gastauftritte (Auswahl)
- The Bing Crosby Show (mehrere Gastauftritte)
- The Danny Kaye Show (mehrere Gastauftritte)
- The Perry Como Show (mehrere Gastauftritte)
- The Dean Martin Show (mehrere Gastauftritte)
- 1975: Musik ist Trumpf (ZDF-Show, 6 mal zw. 1975 und 1980 als Gaststar)
- 1981: Das Gastspiel (Fernsehfilm)
- 1984: Musik liegt in der Luft (ZDF-Gala zu Ehren von Heinz Gietz zum 60. Geburtstag als Stargast)
- 1986: Auf Los geht’s los (Unterhaltungsshow, 60. und letzte Folge als Gaststar)
- 1989: Die schnelle Gerdi (Fernsehserie, 1 Episode)
- 1990: Hotel Paradies (Fernsehserie)
- 1992: Der Unschuldsengel (Fernsehfilm, zwei Teile)
- 1993: Musik liegt in der Luft (ZDF-Show als Stargast)

#### Dokumentationen (Auswahl)
- Legenden: Caterina Valente. Dokumentation. SWR/ARD, Deutschland 2012.

## Auszeichnungen und Ehrungen (Auswahl)
Im März 2002 bekam Valente den Echo-Preis für ihr Lebenswerk aus den Händen des ehemaligen Ministerpräsidenten Baden-Württembergs Lothar Späth, der ihr an der während seiner Regierungszeit geplanten Hochschule für darstellende Künste (Showakademie) einen Lehrauftrag verschaffen wollte, was Späths Nachfolger Erwin Teufel 1991 verhinderte. Anlässlich der 57. „Bambi“-Verleihung hatte Valente am 1. Dezember 2005 in München ihren letzten öffentlichen Auftritt vor einem Millionenpublikum. Bei der Galaveranstaltung erhielt sie den Ehren-„Bambi“ für ihr Lebenswerk.

### Musikpreise
Laut eigenen Angaben auf ihrer offiziellen Webseite erhielten ihre Aufnahmen folgende Auszeichnungen:
- 1956: Estrella Del Mes von Notitas Musicales (für LP Olé Caterina, Mexico)
- 1959: Grammy Award Nomination – Best Female Vocalist (für Aufnahme La Strada Dell’Amore, USA)
- 1959: Grand Prix Du Disque (für Aufnahme Bim-Bom-Bey, Frankreich)
- 1962: Premio Della Critica Discografica Italiana (für LP Latein-Amerikanische Rhythmen / Fire & Frenzy, Italien)
- 1963: Goldene Schallplatte (für Benefiz-LP All Star Festival zugunsten der Flüchtlingshilfe der Vereinten Nationen, über eine Million verkaufte Einheiten in 88 Ländern)[27]
- Goldene Schallplatte jeweils für A- und B-Seite (für Aufnahmen Till und Personalità, Italien)
- O Globo (für LP Latein-Amerikanische Rhythmen / Fire & Frenzy, Brasilien)
- Rostige Schallplatte (für Schade, Decca, Deutschland)[28]

Ebenfalls prämiert wurden laut Quellenangaben wie Chartnotierungen o. ä. folgende Aufnahmen:
- 1960: Platz 1 und Platz 3 beim Deutschen Schlager-Festival von Radio Luxemburg
(für Rosalie, mußt nicht weinen und Einen Ring mit zwei blutroten Steinen)
- 1961: Platz 1, Platz 2 und Platz 3 beim Deutschen Schlager-Festival von Radio Luxemburg
(für Jacky Jones aus Oklahoma, Kommt ein Schiff nach Amsterdam und Johnny, nimm das Heimweh mit)
- 1961: Löwe von Radio Luxemburg in Bronze (für Rosalie, musst nicht weinen)
- 1962: Goldene Schallplatte (für bis dahin verkaufte Decca-Aufnahmen, inkl. Tschau, Tschau, Bambina, Ein Schiff wird kommen und Popocatepetl-Twist [jeweils mehr als 500.000 verkaufte Exemplare],[29] die lt. Recherche des Teams der Künstlerin keine Einzelprämierungen erhielten.[30] Überreicht zum 25-jährigen Bühnenjubiläum, Deutschland)[31]
- 1984: Platz 2 für Männer brauchen Liebe in der ZDF-Hitparade (von Zuschauern gewählt, Verleihung einer „Goldenen 2“ als Trophäe)[32]

### Medienpreise
- 1955: O Globo (als beste ausländische Interpretin lateinamerikanischer Musik, Brasilien)
- 1960, 1962 und 1963: Bravo Otto in Silber der Jugendzeitschrift Bravo in der Kategorie „Sängerinnen“
- 1961: Bravo Otto in Gold der Jugendzeitschrift Bravo in der Kategorie „Sängerinnen“
- 1964: Europremio (Europäischer Fernsehpreis, Venedig, Italien)
- 1965: FAME Award (Amerikanischer Fernsehpreis, USA)
- 1966: Goldene Kamera
- 1978: Ehrenlöwe von Radio Luxemburg
- 1986: Eintragung ins Guinness-Buch der Rekorde als „erfolgreichste Schallplattensängerin in Europa“ mit bis dahin mehr als 1350 Aufnahmen[33]
- 1990: Bambi
- 1991: Goldene Europa („Lifetime-Award“ in Saarbrücken, Deutschland)
- 1995: Bambi („Lifetime-Award“ zusammen mit Vico Torriani und Helmut Zacharias)
- 1998: Platin Romy (für ihr Lebenswerk, „Romy Gala“, Österreich)
- 2002: Echo („Lifetime-Award“, Deutschland)
- 2004: Premio GABARDI (Lebenswerk, Milano, Italien)
- 2005: Bambi (in der Kategorie „Ehren-Bambi“ für ihr Lebenswerk, Deutschland)

### Staatsehrungen
- 1968: Bundesverdienstkreuz der Bundesrepublik Deutschland 1. Klasse durch Alois Hundhammer in München
- 1972: Officier de l’éducation artistique (Orden, Paris, Frankreich)
- 1986: Großes Bundesverdienstkreuz der Bundesrepublik Deutschland überreicht durch Lothar Späth anlässlich ihres 50-jährigen Bühnenjubiläums in Sindelfingen bei Stuttgart